# Jean Carlos Solórzano
Jean Carlos Solórzano Madrigal (Nicoya, 8 de enero de 1988) es un futbolista costarricense. Su posición es delantero. Actualmente milita en el Queensland Lions Football Club de la Premier League Queensland de Australia.

## Carrera
Debutó oficialmente con el primer equipo del Alajuelense durante la temporada 2005-2006, el 14 de diciembre, en un partido contra Santacruceña en el que jugó 29 minutos. Desde entonces alcanzó a jugar un total de 61 partidos, anotando en 21 ocasiones.
El 15 de julio de 2010, se confirmó que Solórzano firmó un préstamo de un año con el Brisbane Roar F. C. de la A-League. Aunque en su nuevo club tuvo un comienzo difícil; jugando solo un partido como titular en los primeros 10 encuentros de su equipo en la temporada, de a poco logró consolidarse en la delantera del club de Brisbane marcando once goles en veinticinco partidos. En esa misma temporada el Brisbane consiguió quedar primero en la clasificación de la A-League, ganando el torneo luego de vencer en la gran final al Central Coast Mariners en los penales. Antes de la final, el jugador había expresado sus deseos de quedarse en la institución.
Luego el 28 de marzo de 2011, Solórzano fue cedido al Melbourne Victory. Para que pudiera cumplirse la operación el Alajuelense tuvo que extender el acuerdo de préstamo un año más. En este club hizo dupla con el extremo australiano Harry Kewell. 

## Selección nacional
Con la selección de Costa Rica ha disputado un partido y no registra anotaciones. El primer juego fue un amistoso ante Honduras el 12 de abril de 2012 en el estadio Nacional. El resultado final fue de 1 x 1. Solórzano ingresó de cambio por Olman Vargas a los 79 minutos.

## Clubes
| Club                | País       | Año         |
| ------------------- | ---------- | ----------- |
| L.D Alajuelense     | Costa Rica | 2005-2010   |
| Brisbane Roar       | Australia  | 2010-2011   |
| Melbourne Victory   | Australia  | 2011-2012   |
| L.D Alajuelense     | Costa Rica | 2012 - 2013 |
| Puntarenas FC       | Costa Rica | 2013        |
| Brisbane Roar       | Australia  | 2014-2016   |
| Rochedale Rovers FC | Australia  | 2016        |
| St Albans Saint     | Australia  | 2017        |
| Municipal Liberia   | Costa Rica | 2017        |
| Queensland Lions FC | Australia  | 2018-2019   |
| Brisbane City FC    | Australia  | 2020        |
| Queensland Lions FC | Australia  | 2020-Act    |

## Palmarés

### Títulos nacionales
| Título                         | Equipo          | País       | Año  |
| ------------------------------ | --------------- | ---------- | ---- |
| A-League                       | Brisbane Roar   | Australia  | 2011 |
| Primera División de Costa Rica | L.D Alajuelense | Costa Rica | 2012 |
| A-League                       | Brisbane Roar   | Australia  | 2014 |